# 카롤리나 데즐란드스
카롤리나 데즐란드스(Carolina Deslandes, 1991년 8월 27일 ~ )는 포르투갈의 싱어송라이터이다.

## 음반 목록

### 정규 음반
- Carolina Deslandes (2012)
- Blossom (2016)
- Casa (2018)